# MVS
MVS(Multiple Virtual Storage, 멀티플 버추얼 스토리지)는 과거 시스템/370, 시스템/390 IBM 메인프레임 컴퓨터에서 가장 흔히 쓰였던 운영 체제이다. IBM이 개발하였으나, VSE, VM, TPF와 같은 IBM의 기타 메인프레임 운영 체제와는 관련이 없다.
1974년에 처음 출시된 MVS는 수차례 새로운 이름으로 프로그램 제품으로까지 확장되었으며, 처음에는 MVS/SE (MVS/System Extension), 다음에는 MVS/SP(MVS/System Product) 버전 1, 다음에는 MVS/XA (MVS/eXtended Architecture), 다음에는 MVS/ESA (MVS/Enterprise Systems Architecture), 다음에는 OS/390, 끝으로 z/OS (64비트 지원이 z시리즈 모델에 추가됨)로 이어졌다. IBM은 MVS/SP V4.3에 유닉스 지원(원래 오픈에디션 MVS로 부름)을 추가하였으며, IEEE, X/Open, 오픈 그룹 등 여러 수준에서 POSIX와 유닉스 인증을 취득하였다. MVS의 핵심 부분은 근본적으로 동일한 운영 체제로 남아있다. 설계 상, MVS용으로 작성된 프로그램들은 수정 없이 z/OS에서 실행된다.
처음에는 IBM이 MVS를 OS/VS2의 새로운 판으로 기술하였으나, 사실은 완전히 다시 작성된 운영 체제이다. OS/VS2 릴리스 1은 오리지널 코드의 대부분을 보유한 OS/360 MVT의 업그레이드판으로, MVT처럼 주로 어셈블리어로 작성되었다. MVS 코어는 어셈블러 XF로 대부분 작성된 반면, 일부 모듈들은 PL/S로 작성되었지만 성능에(특히 입출력 수퍼바이저, 즉 IOS에서) 민감한 부분은 아니다. IBM의 "OS/VS2" 사용은 상위 호환성을 강조하였다. 즉, MVT 하에서 실행된 응용 프로그램들은 MVS에서의 구동을 위해 재컴파일을 할 필요가 없었다. 동일한 JCL 파일들은 변경하지 않은 채로 사용이 가능했다. 즉, TSO와 같은 유틸리티와 기타 비코어 기능들을 변경 없이 실행할 수 있었다. IBM 및 사용자들은 만장일치로 처음부터 새로운 시스템을 MVS로 불렀으며, IBM은 MVS/XA와 같은 차기 주요 버전의 이름에서 "MVS"라는 용어의 사용을 계속하였다.

## 역사
MVS는 현재 z/OS의 일부이다. 최신판은 1981년에 공개된 24비트 버전의 3.8j이며, 무료로 사용이 가능하고 현재 MVS 3.8j는 메인프레임 에뮬레이터에서 무료로 구동 가능하다.

## 종류
1974년 처음 공개된 MVS는 여러 새로운 이름의 프로그램 제품으로 확장되었는데 처음에는 MVS/SE (System Extension), 그 다음은 MVS/SP (System Product) 버전 1이었으며 그 뒤 MVS/XA, MVS/ESA, OS/390, 마지막으로 z/OS(64비트 지원이 z시리즈 모델에 추가된 당시)로 이어진다.
- MVS/370
- MVS/XA (Multiple Virtual Storage/Extended Architecture)
- MVS/ESA (MVS Enterprise System Architecture)

## 참고 문헌
- Bob DuCharme: "The Operating Systems Handbook, Part 06: MVS" (여기서 온라인으로 참조 가능)
- IBM (June 1978), “OS/VS2 MVS Overview” (PDF), First Edition, GC28-0984-0, 2011년 3월 16일에 원본 문서 (PDF)에서 보존된 문서, 2010년 7월 8일에 확인함